# Szabolcs-Szatmár-Bereg vármegyei 4. sz. országgyűlési egyéni választókerület
A Szabolcs-Szatmár-Bereg vármegyei 4. sz. országgyűlési egyéni választókerület egyike annak a 106 választókerületnek, amelyre a 2011. évi CCIII. törvény Magyarország területét felosztja, és amelyben a választópolgárok egy-egy országgyűlési képviselőt választhatnak. A választókerület nevének szabványos rövidítése: Szabolcs-Szatmár-Bereg 04. OEVK. Székhelye: Vásárosnamény

## Területe
A választókerület az alábbi településeket foglalja magába:
1. Aranyosapáti
2. Barabás
3. Benk
4. Beregdaróc
5. Beregsurány
6. Botpalád
7. Cégénydányád
8. Csaholc
9. Csaroda
10. Császló
11. Csegöld
12. Darnó
13. Eperjeske
14. Fehérgyarmat
15. Fülesd
16. Gacsály
17. Garbolc
18. Gelénes
19. Gulács
20. Győröcske
21. Gyügye
22. Gyüre
23. Hermánszeg
24. Hetefejércse
25. Ilk
26. Jánd
27. Jánkmajtis
28. Kérsemjén
29. Kisar
30. Kishódos
31. Kisnamény
32. Kispalád
33. Kisvarsány
34. Kisszekeres
35. Kölcse
36. Kömörő
37. Lónya
38. Magosliget
39. Mánd
40. Mándok
41. Márokpapi
42. Mátyus
43. Méhtelek
44. Milota
45. Nábrád
46. Nagyar
47. Nagydobos
48. Nagyhódos
49. Nagyszekeres
50. Nagyvarsány
51. Nemesborzova
52. Olcsva
53. Olcsvaapáti
54. Panyola
55. Penyige
56. Rozsály
57. Sonkád
58. Szamoskér
59. Szamossályi
60. Szamosújlak
61. Szamosszeg
62. Szatmárcseke
63. Tákos
64. Tarpa
65. Tiszaadony
66. Tiszabecs
67. Tiszabezdéd
68. Tiszacsécse
69. Tiszakerecseny
70. Tiszakóród
71. Tiszamogyorós
72. Tiszaszalka
73. Tiszaszentmárton
74. Tiszavid
75. Tisztaberek
76. Tivadar
77. Tunyogmatolcs
78. Túristvándi
79. Túrricse
80. Tuzsér
81. Uszka
82. Vámosatya
83. Vámosoroszi
84. Vásárosnamény
85. Záhony
86. Zajta
87. Zsarolyán
88. Zsurk

## Országgyűlési képviselője
| Név              | Párt                                         | Párt        | Terminus | Megjegyzés                                   |
| ---------------- | -------------------------------------------- | ----------- | -------- | -------------------------------------------- |
| Dr. Tilki Attila |                                              | Fidesz-KDNP | 2014 –   | A 2014-es országgyűlési választás eredménye: |
| Dr. Tilki Attila | A 2018-as országgyűlési választás eredménye: | Fidesz-KDNP | 2014 –   |                                              |
| Dr. Tilki Attila | A 2022-es országgyűlési választás eredménye: | Fidesz-KDNP | 2014 –   |                                              |

## Demográfiai profilja
| Iskolai végzettség                | Iskolai végzettség               | Iskolai végzettség | Iskolai végzettség | Iskolai végzettség |
| --------------------------------- | -------------------------------- | ------------------ | ------------------ | ------------------ |
|                                   |                                  |                    |                    | fő                 |
| Általános iskolát nem végezte el  | Általános iskolát nem végezte el |                    | 3335               | 3335               |
| Általános iskola                  | Általános iskola                 |                    | 19416              | 19416              |
| Szakmunkás                        | Szakmunkás                       |                    | 13853              | 13853              |
| Érettségi                         | Érettségi                        |                    | 22205              | 22205              |
| Diploma                           | Diploma                          |                    | 7923               | 7923               |
| A 2022. évi népszámlálás szerint. |                                  |                    |                    |                    |

A Szabolcs-Szatmár-Bereg vármegyei 4. sz. választókerület lakónépessége 2022. október 1-jén 84 020 fő volt. A 2011-es és a 2022-es népszámlálás között 3803 fővel csökkent a választókerület lakosság száma. A választókerületben a korösszetétel alapján a legtöbben a középkorúak élnek 28 346 fővel, míg a legkevesebben az időskorúak 15 467 fővel. A választókerület lakosságának a 79,1%-nál van internet elérési lehetőség.
A legmagasabb befejezett iskolai végzettség szerint az érettségi végzettséggel rendelkezők élnek a legtöbben 22 205 fő, utánuk a következő nagy csoport az általános iskolai végzettségűek 19 416 fővel.
Gazdasági aktivitás szerint a lakosság közel fele foglalkoztatott 34 807 fő, második legjelentősebb csoport az inaktív keresők, akik főleg nyugdíjasok 21 761 fővel.
A választókerület legjelentősebb nemzetiségi csoportja a cigány 4315 fő, illetve az ukránok 750 fő. Magyar állampolgársággal nem rendelkező külföldi állampolgárok aránya 0,5%.
Vallási összetétel szerint a választókerületben lakók legnagyobb vallása a református (34 789 fő), valamint jelentős közösség még a római katolikus (4873 fő). A vallási közösséghez nem tartozók száma szintén jelentős (2579 fő), a választókerületben a negyedik legnagyobb csoport a református, a római katolikus és a görögkatolikus vallás után.

## Országgyűlési választások

### 2014
A 2014-es országgyűlési választáson az alábbi jelöltek indultak:

### 2018
Az alábbi személyek jelentették be jeleöltként indulási szándékukat:
- Áncsán Márton (Momentum Mozgalom)